# Rock um Knuedler

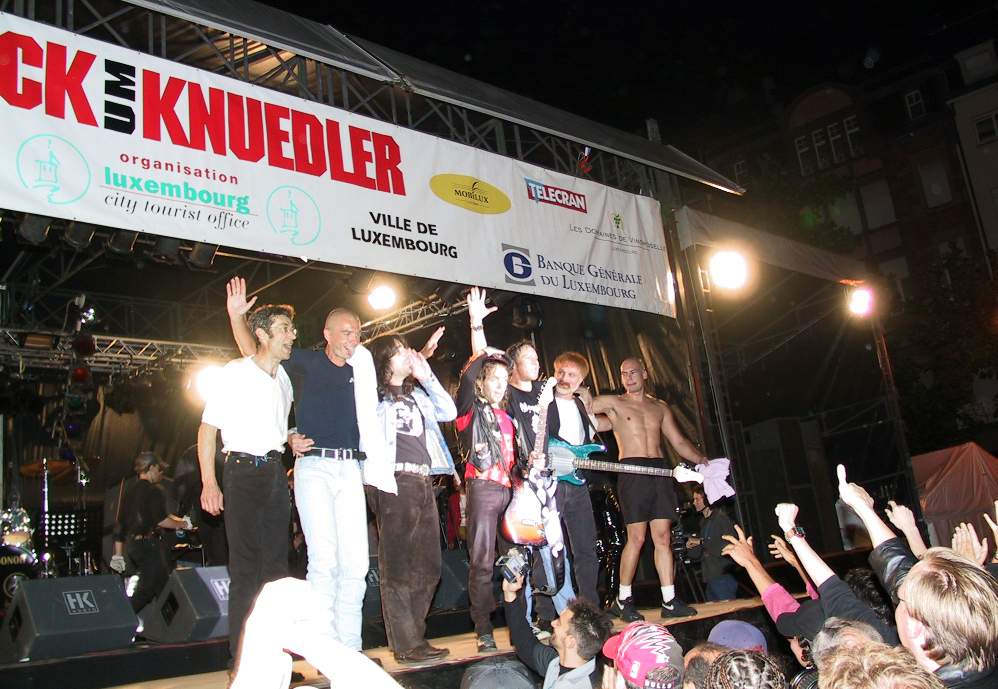
Manfred Mann’s Earth Band beim Rock um Knuedler 2001

Rock um Knuedler ist ein Freiluftkonzert, das seit 1991 jährlich im Sommer auf dem Place Guillaume II in Luxemburg stattfindet, der im Volksmund auch Knuedler genannt wird und somit Namensgeber des Festivals ist. Organisiert wird es vom Luxembourg City Tourist Office (LCTO), der Eintritt ist kostenlos. Neben international bekannten Headlinern wird auch zahlreichen luxemburgischen Bands eine Auftrittsmöglichkeit gegeben.

## Geschichte
Die erste Auflage des Festivals fand am 22. Juni 1991 vor 3.000 Zuschauern statt. Aufgrund des Erfolgs wurde es zu einer regelmäßigen Veranstaltung im Rahmen des städtischen Kulturprogramms Summer in the City. Bis 1997 wurden auch Compilations mit den beteiligten Bands veröffentlicht. Mittlerweile zieht Rock um Knuedler jährlich etwa 15.000 Besucher an. Auf den 3 Bühnen (Lion Stage als Hauptbühne, Horse Stage und Clairfontaine Stage) treten insgesamt etwa 20 Bands verschiedener Stilrichtungen auf.
Bekannte Musiker und Gruppen, die bei Rock um Knuedler gespielt haben, sind:
- Anastacia (2015)
- Ash (2001)
- BAP (2005, 2013)
- Candy Dulfer (2003)
- Fury in the Slaughterhouse (2002)
- Gianna Nannini (2007)
- Golden Earring (1999)
- Lata Gouveia (2013, 2017)
- Ben Harper (2010)
- Roger Hodgson (2008, 2012)
- Manfred Mann’s Earth Band (2001)
- Mike & the Mechanics (2014)
- Alan Parsons (2008)
- Marlon Roudette (2016)
- Simple Minds (2009)
- Texas (2011)
- Toto (2004)
- Ray Wilson (2009)